# OpenSound Control
OpenSound Control (OSC) jest to protokół komunikacyjny, umożliwiający instrumentom muzycznym m.in. syntezatorom, komputerom oraz innym multimedialnym urządzeniom wymianę danych w czasie rzeczywistym. Medium przesyłu może być zarówno kabel sieciowy CAT5, łącze USB czy też Firewire.
OSC został zaprezentowany w 1997 roku na Międzynarodowej Konferencji Muzyki Komputerowej (ICMC). OSC ma na celu zastąpić standard MIDI, który został zaimplementowany po 1983 i jest uznawany za nieodpowiedni do zadań związanych z współczesnymi multimediami.
Z powodu, iż jest to protokół sieciowy, OSC umożliwia instrumentom muzycznym, kontrolerom MIDI, urządzeniom multimedialnym komunikować się poprzez standardową sieć komputerową LAN (TCP/IP, UDP/IP, Ethernet) lub przez Internet. Szybkość działania przewyższa znacznie możliwość zegara, którym taktowany jest przesył MIDI. Oprócz szybkości, OSC daje muzykom oraz inżynierom elastyczność i skalowalność swojej architektury dzięki której możliwy jest przesył różnorodnych danych przez kabel co prowadzi do powstawania coraz to nowszych rozwiązań.
Pakiety OSC mogą być przesyłane poprzez różne protokoły transportowe, jednakże najczęściej stosowany jest protokół UDP.
Główne Cechy OSC
- otwarte źródło,
- dynamiczny sposób nazewnictwa, adresowania bazujący na URL,
- symboliczne, jak również dużej dokładności dane liczbowe używane są jako argumenty,
- małe opóźnienia,
- możliwość "zebrania" razem wiadomości które wywołują dane funkcje symultanicznie,
- skalowalny system zapytań do serwera dający łatwy dostęp do informacji.

OSC jest także wykorzystywane jako jedno z najważniejszych założeń w API efektów dźwiękowych (tzw.: plug-inów) w standardzie DSSI, który jest ewolucją LADSPA API. Odpowiedzialny jest on za interakcje poprzez wiadomości (ang.: messages) interfejsu graficznego (GUI) z sercem algorytmu przetwarzania sygnału dźwiękowego. LADSPA oraz DSSI są to API efektów i syntezy dźwięku związane z Linuksem.
Przykładowe oprogramowanie, które obsługuje OSC:
- ChucK
- CSound.
- Isadora (v.1.1).
- Max/MSP.
- Pure Data.
- Reaktor.
- Renoise.
- SuperCollider.
- Squeak.
- TouchDesigner.
- Traktor DJ Studio.
- Mxwendler.

Przykładowy sprzęt muzyczny, kontrolery, które obsługują OSC: 
- Lemur Input Device.
- Monome 40h.
- Kiss-Box.